# West End Girls (gruppo musicale)
Le West End Girls sono un duo musicale svedese attivo dal 2003 e composto da Isabelle Erkendal e Rosanna Jirebeck, quest'ultima rimpiazzata dal 2008 da Emmeli Erkendal.

## Storia
Nate come tributo dei Pet Shop Boys (il loro nome riprende infatti l'omonimo successo del gruppo), le West End Girls sono salite alla ribalta nell'autunno del 2005 con il loro singolo di debutto, una cover di Domino Dancing, che ha raggiunto la 3ª posizione nella Sverigetopplistan. Il singolo successivo, West End Girls, si è invece fermato al 15º posto. Il loro album di debutto, Goes Petshopping, è entrato alla 12ª posizione nella classifica svedese ed è stato pubblicato in Giappone con il titolo We Love Pet Shop Boys!.
Il duo si è esibito in concerti in Svezia, Russia, Spagna, Austria, Germania e Inghilterra. Sono inoltre comparse in vari documentari dedicati ai Pet Shop Boys, fra cui A Life in Pop sul canale televisivo inglese Channel 4.

## Discografia

### Album in studio
- 2006 – Goes Petshopping

### Singoli
- 2005 – Domino Dancing
- 2006 – West End Girls
- 2006 – Suburbia
- 2006 – Go West
- 2008 – What Have I Done to Deserve This?